# Zapata, el sueño del héroe
Zapata, el sueño del héroe, también titulada simplemente como Zapata, es una película mexicana estrenada en 2004 dirigida por Alfonso Arau. Basada en el personaje histórico Emiliano Zapata, y teniendo como trasfondo la Revolución mexicana.
Este retrato ficticio de Emiliano Zapata como un chamán indígena, dirigido por Alfonso Arau, fue la película mexicana más cara jamás producida hasta ese momento, con una campaña publicitaria masiva. Inusual en la industria del cine mexicano, Zapata fue financiada de manera independiente.
El personaje principal fue interpretado por Alejandro Fernández hijo de Vicente Fernández. También protagonizada por la actriz de telenovelas y cantante Lucero, así como otros artistas, como Patricia Velázquez y Jaime Camil. Esta película fue vapuleada por los críticos especializados y el público. Está repleta de líneas sin sentido, como "Un revolucionario sin fusil es como un taco sin tortilla". Otros aspectos criticables fueron los problemas de continuidad y la falta de apego a la realidad histórica, así como las preocupaciones sobre el retrato de Zapata. Aunque muchas de las ideas de mercadotecnia y promocionales utilizados en el estreno de la película son "revolucionarios" en México, después de su inauguración, la película tuvo un mal desempeño en las salas de cine, muy por debajo de las expectativas, y hasta el 28 de mayo de 2004, aún no había podido encontrar distribuidores fuera de América Latina. Irónicamente, las expectativas de Alfonso Arau eran de recibir el Óscar y declaró públicamente que "Si los cineastas no pensamos en los premios de la Academia, no sabríamos lo que estamos haciendo".
Zapata hizo su debut en EE. UU. en el Festival de Cine de Santa Fe el 3 de diciembre de 2004 en el Centro de Arte Contemporáneo en Santa Fe, Nuevo México. Hubo algunos rumores de que el diseño de Zapata y algunos de sus accesorios también fueron utilizadas para Amor real, un importante proyecto de telenovela en México (ya que ambos son del mismo estilo), sin embargo se demostró que estos rumores eran falsos, ya que una gran cantidad de los apoyos de Amor real se han reciclado en realidad en otro proyecto (esta vez en una telenovela infantil) llamado: Amy, la niña de la mochila azul, en el que estos conjuntos fueron pintados en colores brillantes sólo para imitar a una playa del lado del pueblo, que no se podría haber utilizado los materiales de Zapata ya que estos eran ruinas y gráficos generados por computadora.

## Protagonistas
- Alejandro Fernández como Emiliano Zapata.
- Patricia Velásquez como Josefa.
- Lucero como Esperanza.
- Jesús Ochoa como Victoriano Huerta.
- Jaime Camil como Eufemio.
- Soledad Ruiz como Juana Lucia.
- Arturo Beristáin como González.
- Julio Bracho como Guajardo.
- Alberto Estrella como Martínez.
- José Luis Cruz.
- Ángeles Cruz.
- Evangelina Sosa como Azucena.
- Angélica Aragón como Mesera 1.
- Carmen Salinas como Mesera 2.
- Blanca Tenario como Mesera 3.
- Fernando Becerril.
- Juan Peláez.
- Miguel Couturier como Limantour.
- Justo Martínez González como Porfirio Díaz.
- Gerardo Martínez como Genovevo de la O.
- Rafael Cortés como Arturo.
- Alejandro Calva como Gildardo Magaña.
- Omar Sánchez como Otilio Montaño.
- Javier Escobar como Joaquín.
- Eduardo Ocaña como Pablo.
- Isi Rojano como Sobrina.
- Marcial Alejandro como Trovador.
- Francisco Badillo como Zapatista 1.
- Raymundo Ibarra como Zapatista 2.
- Mayahuel Del Monte como Mujer Zapatista.
- Luis Enrique Parra como Francisco Villa.
- Sharmel Altamirano
- Alejandra Palacios
- Jaime Estrada como Gabriel Zapata.
- Angélica Lara como Madre de Zapata.
- Rafael Velasco como Don Lázaro.
- César Valdéz como Sargento.
- Julian Sedgwick como Henry Lane Wilson.
- Paulino Hemmer como Secretario de Huerta.
- Gerardo Pérez
- Omar Espino como Eufemio Niño.
- Paola Ayala como Josefa Niña.
- José Antonio Gutiérrez como Mensajero Federal.
- Eleno Guzmán como Soldado.
- Evangelina Martínez como Vieja.
- José María Negri como Sacerdote.
- Godofredo Villegas como Maestro de Ceremonias.
- Brenda Angulo como Prostituta.
- Carla Hernández como Prostituta.
- Tony Helling como Prostituta.
- Liliana Lago como Prostituta.
- Juana Ponce como Prostituta.
- Maria Guadalupe Hernández como Prostituta.
- Gabriela Tavela como Ama de llaves.
- Alfonso Garza como Marido celoso.
- Lucia Robles como Esposa Infiel.
- Luis Rubiera como Asistente de González.
- Eduardo Francisco Galeano como Asistente de González.